# Lubsin
Lubsin – wieś w Polsce położona w województwie kujawsko-pomorskim, w powiecie radziejowskim, w gminie Piotrków Kujawski.

## Podział administracyjny
W latach 1954–1961 wieś należała i była siedzibą władz gromady Lubsin, po jej zniesieniu w gromadzie Piotrków Kujawski. W latach 1975–1998 miejscowość administracyjnie należała do województwa włocławskiego. Wieś sołecka – zobacz jednostki pomocnicze gminy Piotrków Kujawski w BIP.

## Demografia
Według Narodowego Spisu Powszechnego (III 2011 r.) liczyła 164 mieszkańców. Jest dwunastą co do wielkości miejscowością gminy Piotrków Kujawski.